# Eupithecia albicentralis
Eupitecia albicentralis es una especie de polilla de la familia Geometridae. La especie fue descrita por primera vez por Hiroshi Inoue habiendo sido descrita en 1987, con distribución en el Nepal. El holotipo de la especie fue descrita entre Yangma y Nup.